# Hans Leibelt

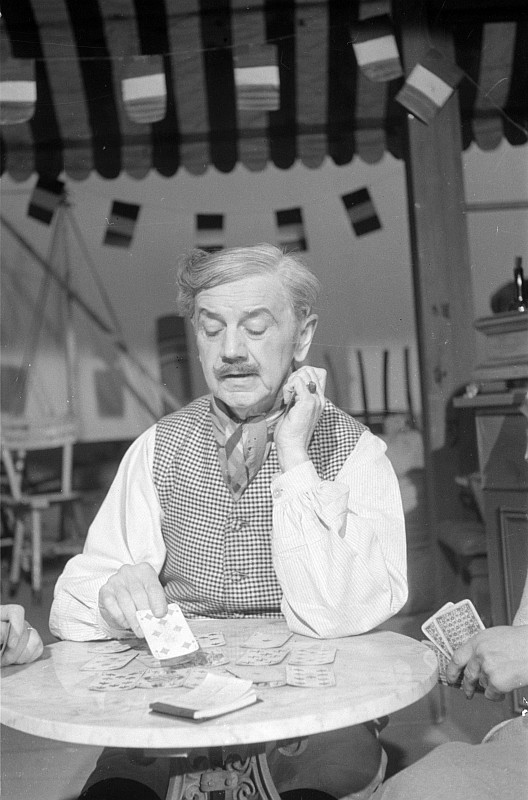
Hans Leibelt

Hans Leibelt (nasceu Hans August Hermann Leibelt; Leipzig, 11 de maio de 1885 – Munique, 3 de dezembro de 1974) foi um ator de cinema alemão.
Sepultado no Ostfriedhof em Munique.

## Filmografia selecionada
- 1922: Mysterien eines Frisiersalons
- 1930: Der Mann, der seinen Mörder sucht
- 1931: Der Hauptmann von Köpenick
- 1933: Morgenrot
- 1962: Der 42. Himmel
- 1962: Das schwarz-weiß-rote Himmelbett
- 1965: Das Liebeskarussell
- 1966: Grieche sucht Griechin